# Nīsh Kīsh
Nīsh Kīsh (persiska: نیش کیش) är en ort i Iran.   Den ligger i provinsen Nordkhorasan, i den nordöstra delen av landet, 500 km öster om huvudstaden Teheran. Nīsh Kīsh ligger 1 057 meter över havet och antalet invånare är 135.
Terrängen runt Nīsh Kīsh är lite kuperad. Runt Nīsh Kīsh är det ganska glesbefolkat, med 30 invånare per kvadratkilometer. Närmaste större samhälle är Ājghān, 5,2 km nordost om Nīsh Kīsh. Trakten runt Nīsh Kīsh består i huvudsak av gräsmarker.